# Park Narodowy Rzeki Podziemnej Puerto Princesa
Park Narodowy Rzeki Podziemnej Puerto Princesa (ang. Puerto Princesa Subterranean River National Park, tag. Pambansang Liwasang Ilog sa Ilalim ng Lupa ng Puerto Princesa, zwany również Parkiem Narodowym Podziemnej Rzeki Saint Paul – ang. Saint Paul Subterranean River National Park) – park narodowy położony na Filipinach, w regionie Mimaropa, na wyspie Palawan. Zajmuje powierzchnię 22 202 ha.
Jest to obszar chroniony w ramach Krajowego Zintegrowanego Systemu Obszarów Chronionych (NIPAS), ustanowiony 12 listopada 1999 roku. 4 grudnia 1999 roku park został wpisany na listę światowego dziedzictwa UNESCO, spełniając kryterium VII oraz X. 11 listopada 2011 roku park został wybrany jako jeden z nowych siedmiu cudów natury. Informacja ta została oficjalnie potwierdzona 28 stycznia 2012 roku.

## Położenie
Park położony jest nad zatoką Saint Paul, nad Morzem Południowochińskim, 40 km na północny wschód od miasta Puerto Princesa, w pobliżu miejscowości Sabang.

## Topografia
Topografia jest bardzo zróżnicowana. Występują tu zarówno płaskie równiny, jak też wzgórza oraz szczyty górskie. Ponad 90% parku obejmują ostre, wapienne grzbiety krasowe.
Ze względu na warunkowaną krasem morfologię cechującą się licznymi stromiznami, zapadliskami itp. na tym terenie nie rozwinęło się rolnictwo. W rezultacie obszar tego masywu górskiego zachował swoją pierwotną formę. Jest to jeden z najlepiej zachowanych naturalnych ekosystemów na Filipinach.

## Historia
Już od czasów starożytnych lokalne plemię Batak wiedziało o istnieniu dużej podziemnej rzeki w tych trudno dostępnych górach. Mieszkańcy tego ludu wierzyli, że w jaskini mieszka zły duch i bali się do niej wchodzić.
W źródłach pisanych jaskinia po raz pierwszy została wspomniana w 1887 roku przez Deana C. Worcestera, naukowca University of Michigan.
Na początku XXI wieku prowadzone były intensywne badania tego regionu krasowego. Brały w nich udział między innymi wyprawy z Filipin, Australii, Włoch, czy Niemiec. Badacze odwzorowali ponad 24 kilometrów korytarzy jaskiń oraz zebrali bogaty materiał badawczy tutejszej fauny.
W latach 2007–2008 włoska grupa speleologów odkryła w jaskini jedną z największych komór jaskiniowych na świecie. Na ich cześć została nazwana Italian's Chamber. Sala ta ma do 360 m długości, do 140 m szerokości i 80 m wysokości. Szacunkowa jej pojemność w przybliżeniu wynosi 2,5 mln m³.

## Lista światowego dziedzictwa UNESCO
4 grudnia 1999 roku park został wpisany na listę światowego dziedzictwa UNESCO. Został zakwalifikowany według następujących kryteriów wraz z opisem:
- Kryterium VII – park narodowy obejmuje wapienie lub krajobraz krasowy. Jest to podziemna rzeka, która płynie bezpośrednio do morza. W dolnej części rzeka jest słona i podlega pływom morskim. Ich wpływ na rzekę sprawia, że jest znaczącym zjawiskiem naturalnym. Pieczara rzeki wykazuje nacieki jaskiniowe oraz kilka dużych komór do 120 m szerokości i 60 m wysokości. Jej dostępność i żeglowność wynosi do 4,5 km w głąb lądu, dzięki czemu ogół społeczeństwa może zobaczyć formacje skalne podczas rejsu rzeką. Trudno liczyć na podobne doświadczenia w innych częściach świata.
- Kryterium X – park narodowy zawiera znaczące w skali światowej siedliska dla zachowania różnorodności biologicznej. Obejmuje on całą gamę ekosystemów od morskiego do górskiego. Jest najbardziej istotnym dla ochrony obszarem lasów w prowincji Palawan z biogeograficznego punktu widzenia. Istnieje 8 nienaruszonych formacji leśnych: lasy na glebach ultramaficznych, lasy na glebach wapiennych, lasy reglowe, lasy bagien słodkowodnych, wiecznie zielone nizinne lasy równikowe, lasy łęgowe, lasy plażowe oraz lasy namorzynowe. Zawiera wyjątkową różnorodność biologiczną. Wraz z Palawan Moist Forest został uznany przez World Wide Fund for Nature jako największy i najcenniejszy las wapienny w Azji, zawierający najbogatszą florę roślinności drzewiastej, z wysokim poziomem endemizmu, zarówno regionalnego i lokalnego.

## Środowisko abiotyczne
Przez park przebiega pasmo górskie Saint Paul Mountain. Góry te zostały utworzone z ciemnoszarego kamienia wapiennego. Powstały w późnym oligocenie i wczesnym miocenie, około 16–20 milionów lat temu. Najwyższym szczytem parku jest Mount Saint Paul, który wznosi się 1027 m ponad poziom morza.
Gruba warstwa wapienia rozpuszczana jest przez ulewne deszcze, charakterystyczne dla wilgotnego klimatu wyspy Palawan. Intensywne procesy krasowych wytworzyły krajobraz z wieloma ostrymi wapiennymi szczytami, kopułami, zapadliskami, szczelinami i jaskiniami.
Początek jaskini nazywany jest jako Daylight Hole. Ma wysokość do 60 m oraz 100 m szerokości przy wejściu. Do 200 m od wejścia staje się węższa.
Mały strumień o nazwie Cabayugan, płynąc przez wapienne góry Saint Paul Mountain, znika nagle pod powierzchnią ziemi. W tym miejscu rzeka jest położona tylko 30 m n.p.m., a odległość od morza w linii prostej wynosi 6 km. Cabayugan przepływa 8,2 km pod powierzchnią ziemi, po czym uchodzi bezpośrednio do Morza Południowochińskiego w zatoce Saint Paul. Strumień wody jest raczej powolny. Podziemna rzeka przepływa zaledwie kilkaset metrów na zachód od szczytu Mount Saint Paul. Rzeka ma głębokość do 8 m i jest dostępna dla łodzi na odcinku 4,2 km, licząc od jej ujścia od morza. Jest najdłuższą żeglowną podziemną rzeką na świecie. W jaskini występują stalaktyty, stalagmity oraz inne formy naciekowe.
W dolnym biegu podziemnej rzeki jej woda ulega zasoleniu w wyniku pływów morskich. Wysokość pływów w tym regionie wynosi około 1 m. Oddziałują one na rzekę na odcinku 6 km, licząc od jej ujścia do morza. W wyniku pływów wytworzyło się ujście, które jest największym podziemnym ujściem rzeki na świecie.
Oprócz głównego strumienia rzeki Cabyuagan istnieje jeszcze kilka odnóg, które powstały we wcześniejszym okresie. Podczas ulewnych deszczów mogą się tworzyć mniejsze strumienie, które są dopływami Cabayugan.
Ponadto na terenie parku istnieją także inne jaskinie – niektóre mają długość większą niż 1 km. Jaskinia Nagbituka ma 650 m długości, a w jej wnętrzu znajduje się wodospad wysoki na 40 m.

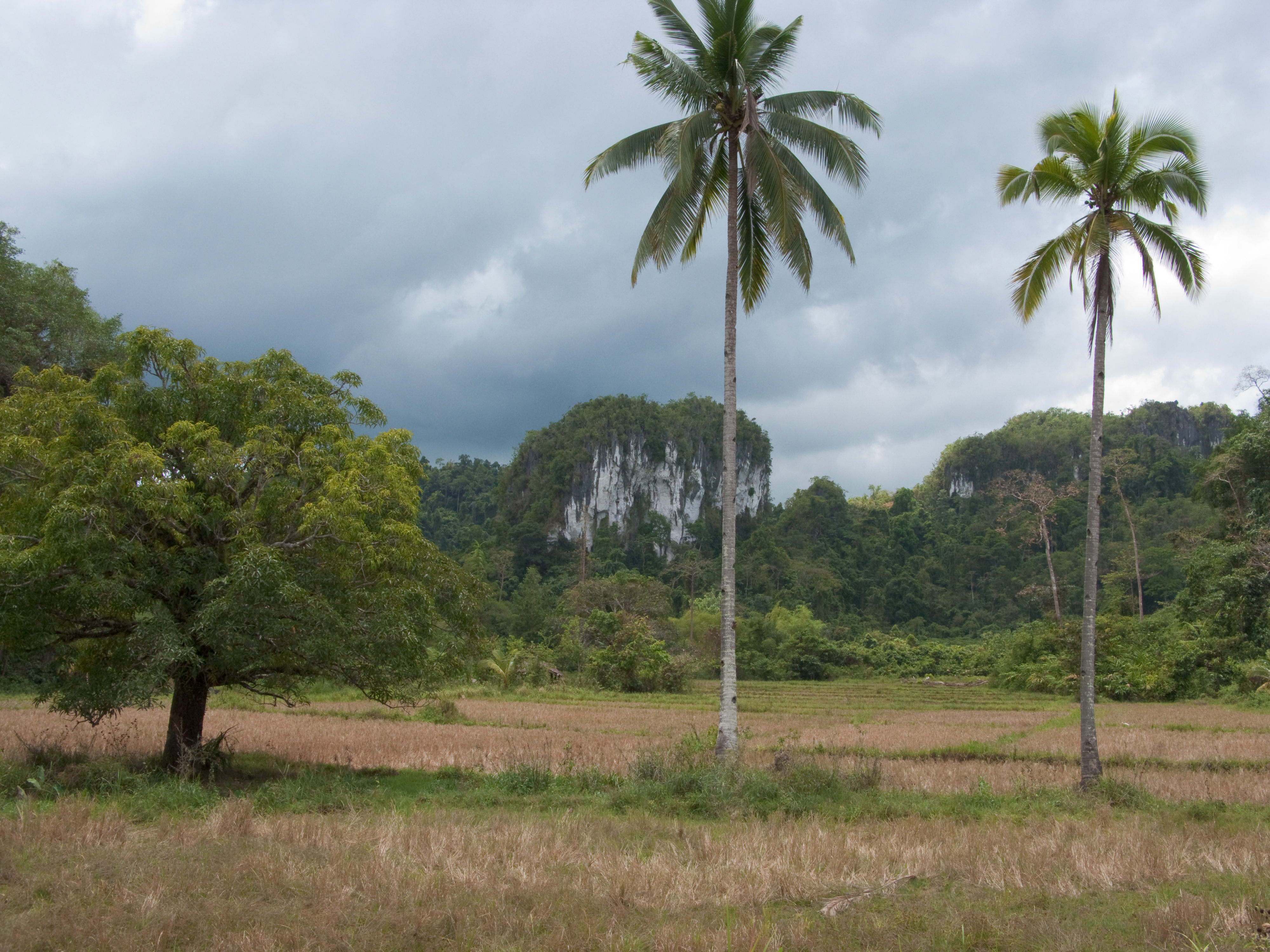
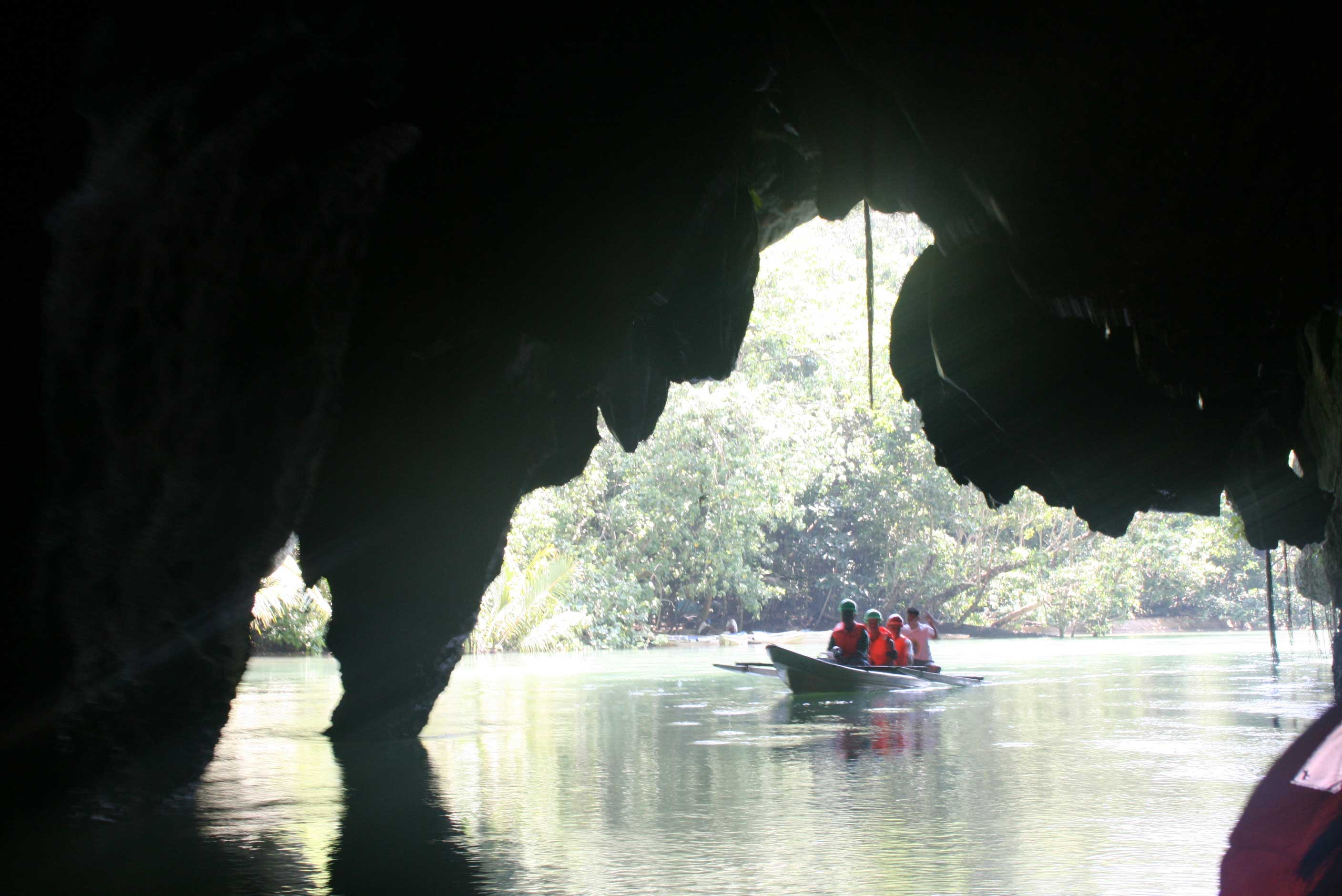
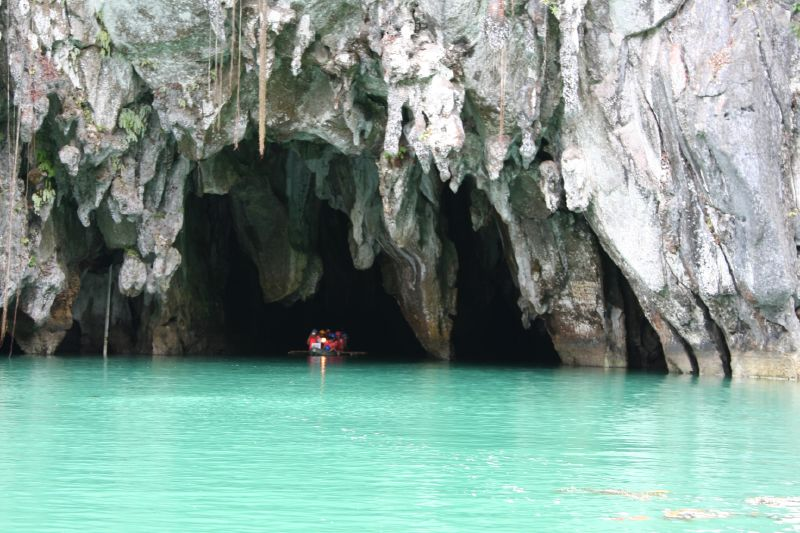
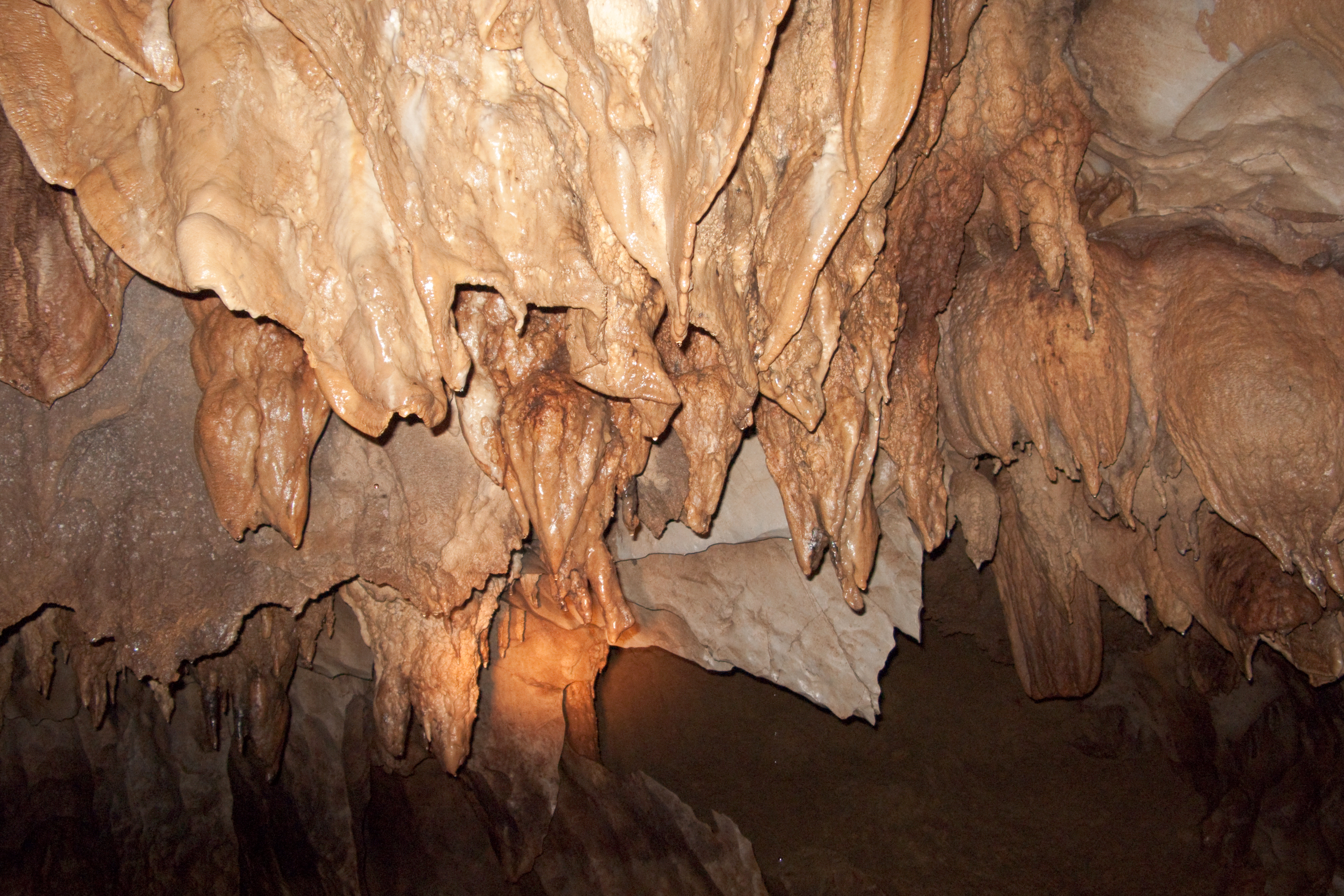
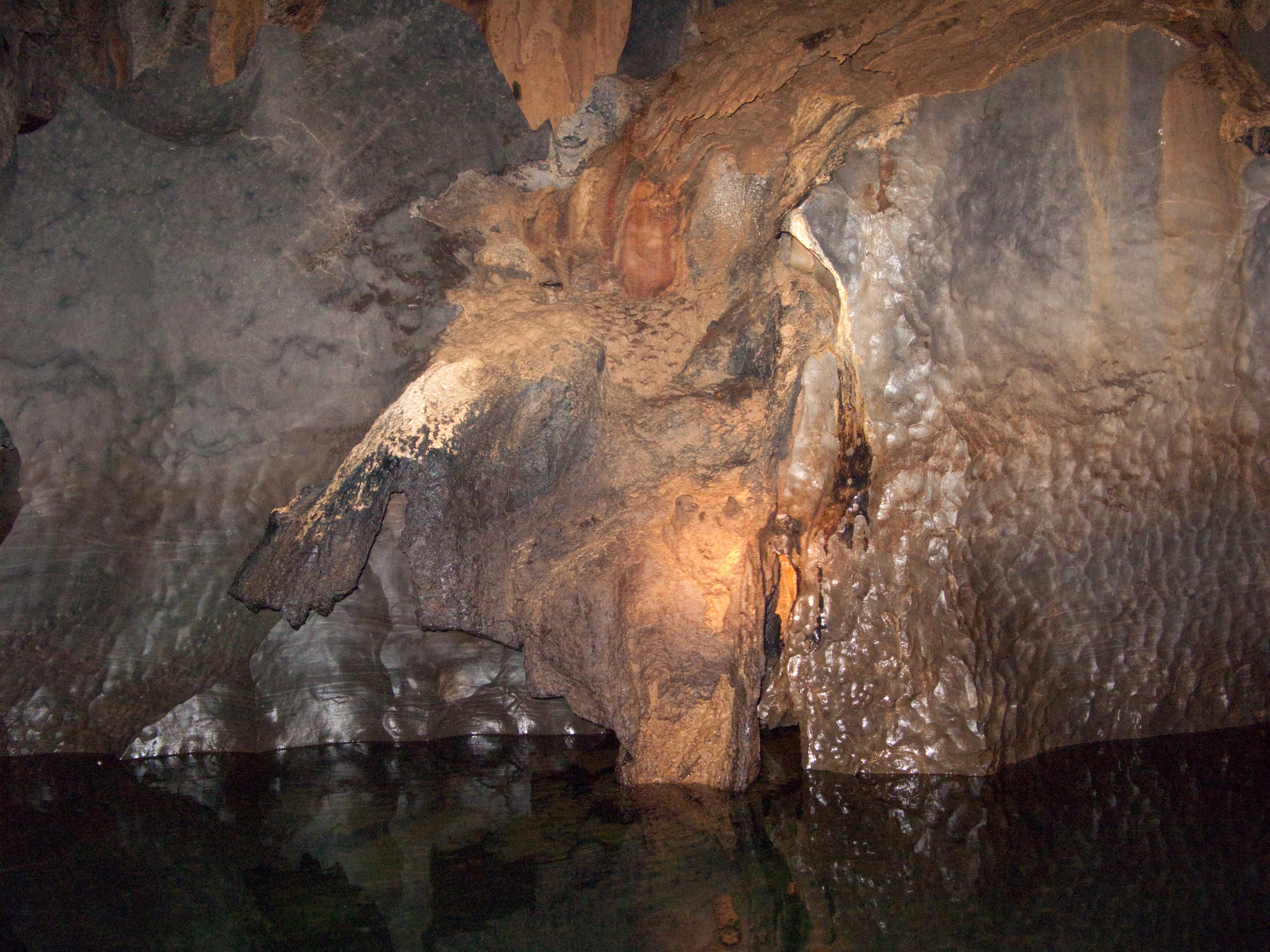

## Flora
Obszar parku pokrywa las wykazujący dużą różnorodność gatunków.
Wśród flory występującej w parku można wyróżnić takie gatunki jak Agathis philippinensis z rodziny araukariowatych, Alstonia scholaris z rodziny toinowatych, Calophyllum inophyllum z rodziny gumiakowatych, Dipterocarpus gracilis z rodziny Dipterocarpaceae czy gatunki z rodziny bobowatych: Intsia bijuga oraz Millettia pinnata. Wszystkie wymienione powyżej gatunki znajdują się w Czerwonej księdze gatunków zagrożonych.

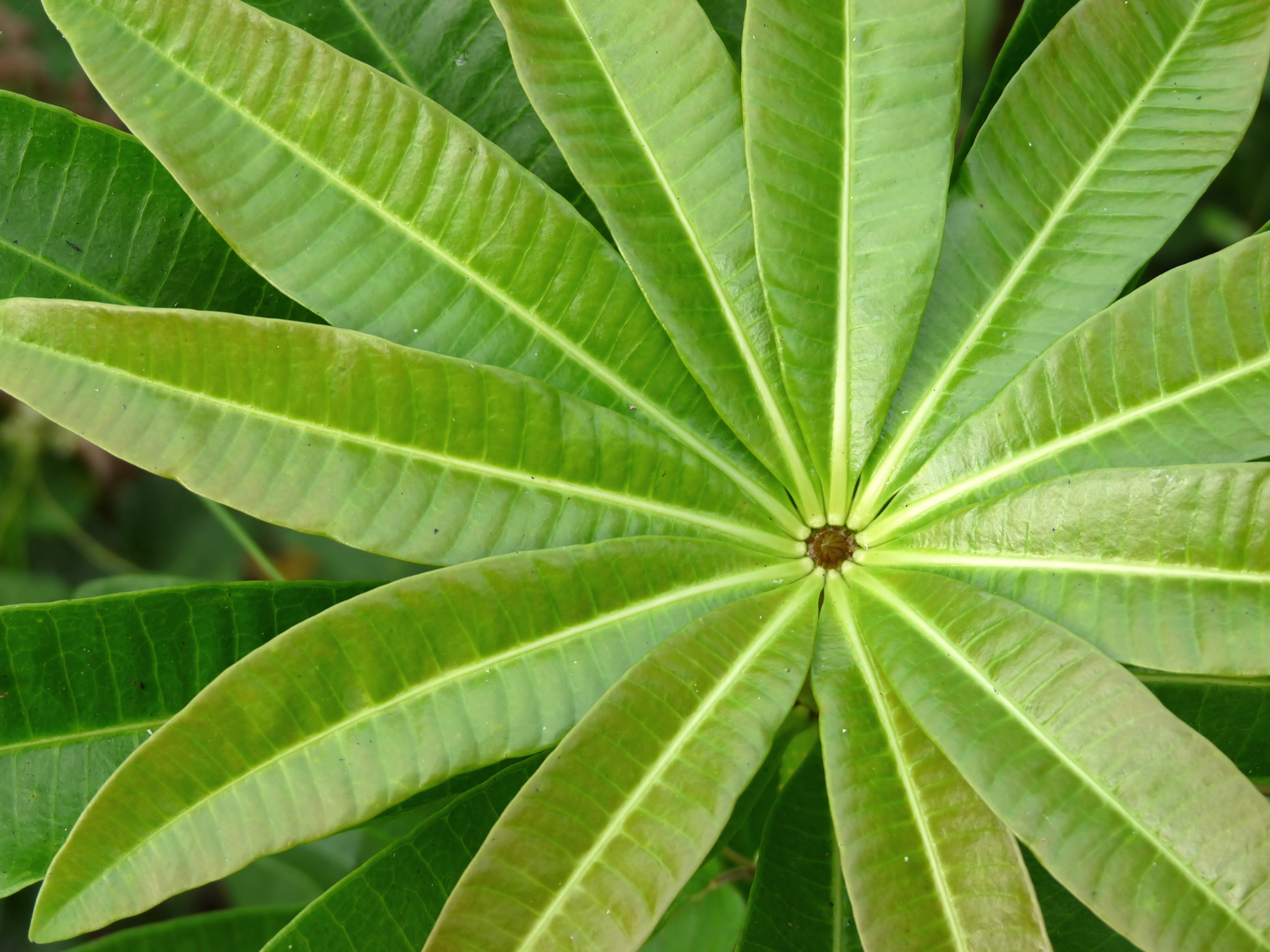
Liść gatunku Alstonia scholaris
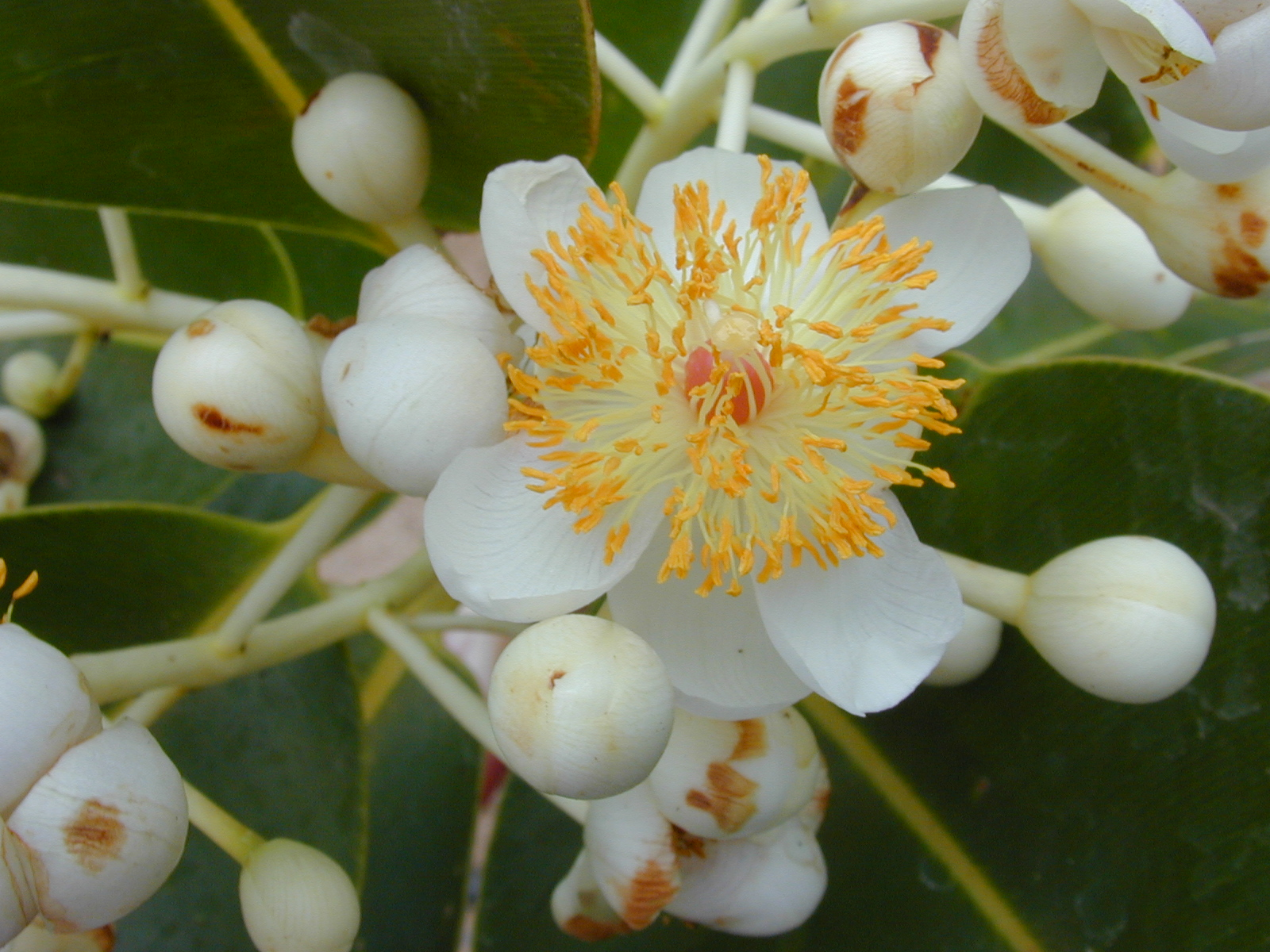
Calophyllum inophyllum
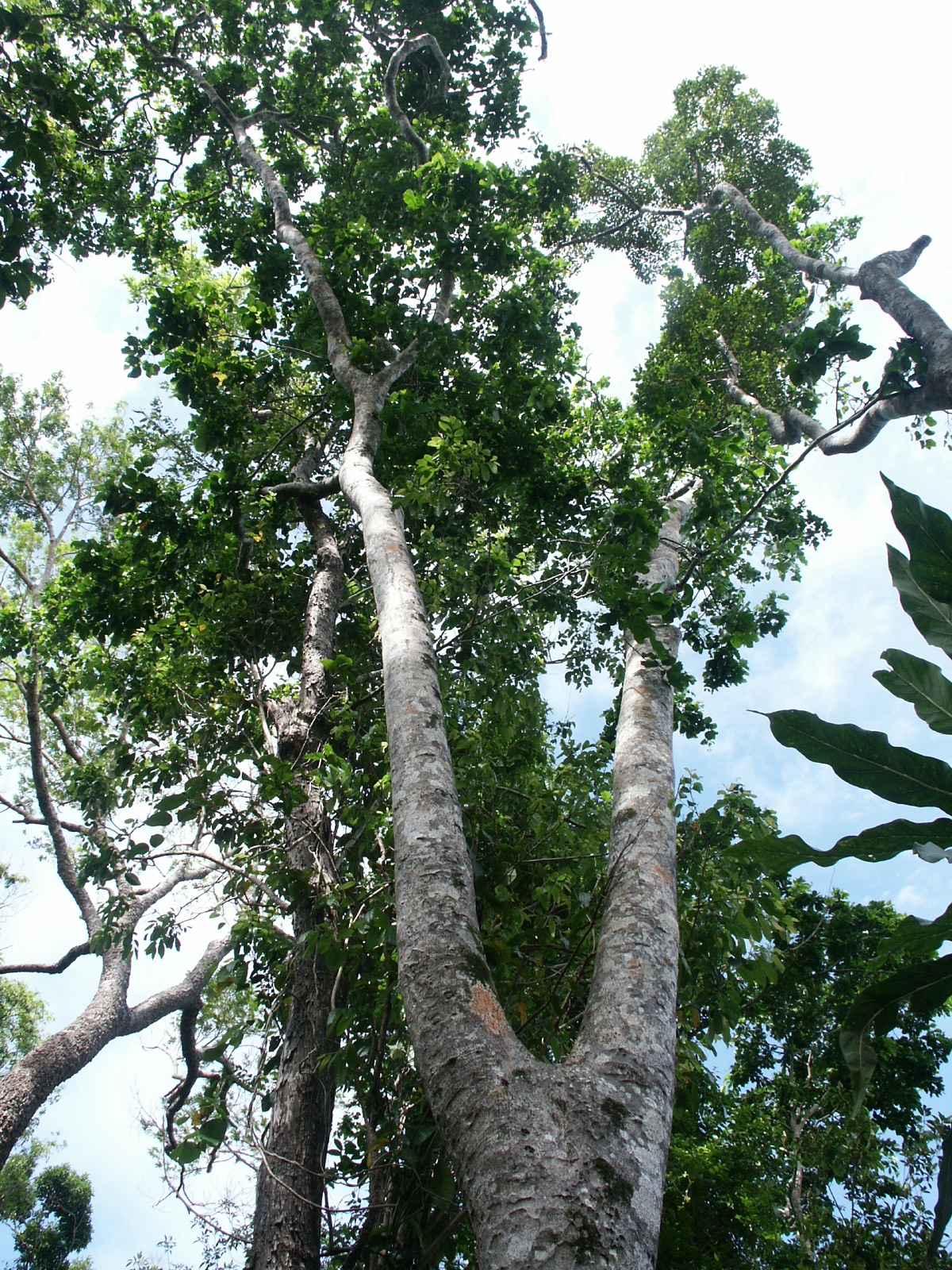
Intsia bijuga
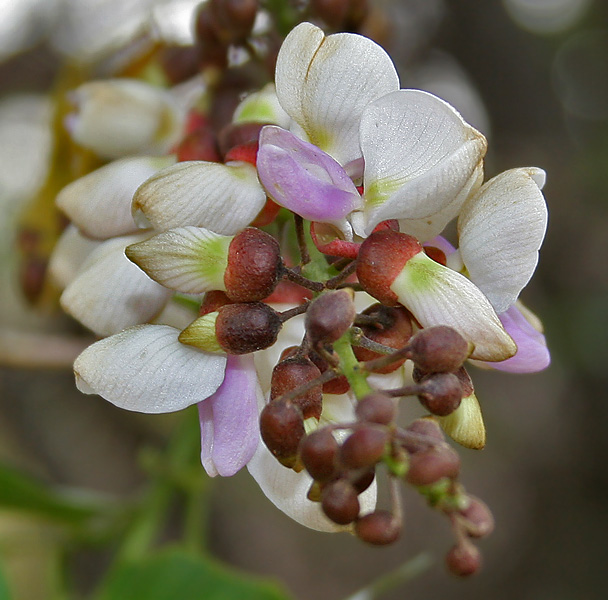
Millettia pinnata

## Fauna
Park charakteryzuje się bogatą różnorodnością świata zwierząt. Jaskinie licznie zamieszkują między innymi: salangana zmienna (Collocalia esculenta), salangana lilipucia (Collocalia troglodytes), czy salangana jednobarwna (Aerodramus vanikorensis) z rodziny jerzykowatych oraz nietoperze.
Ponadto w parku zaobserwowano takie gatunki ptaków, jak: dzioborożec palawański, kakadu filipińska, muszkatela popielata, gwarek czczony, bielik białobrzuchy, turkuśnik czarnogrzbiety, nogal rdzawolicy, wieloszpon lśniący czy papuga modroczapkowa.
Występują tutaj także gatunki ssaków, w tym między innymi: binturong z rodziny łaszowatych, Hystrix pumila z rodziny jeżozwierzy, Mydaus marchei z rodziny skunksowatych, Tupaia palawanensis, makak jawajski czy ssak morski diugoń.
Gromada gadów reprezentuje tutaj m.in.: żółw zielony, krokodyl filipiński czy waran paskowany oraz gatunek płaza bezogonowego z rodziny kumakowatych – Barbourula busuangensis.

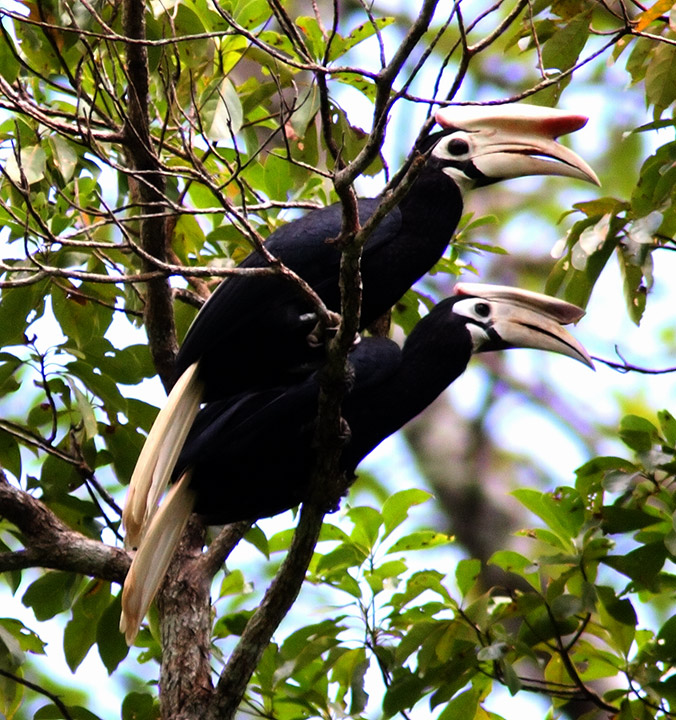
Dzioborożec palawański
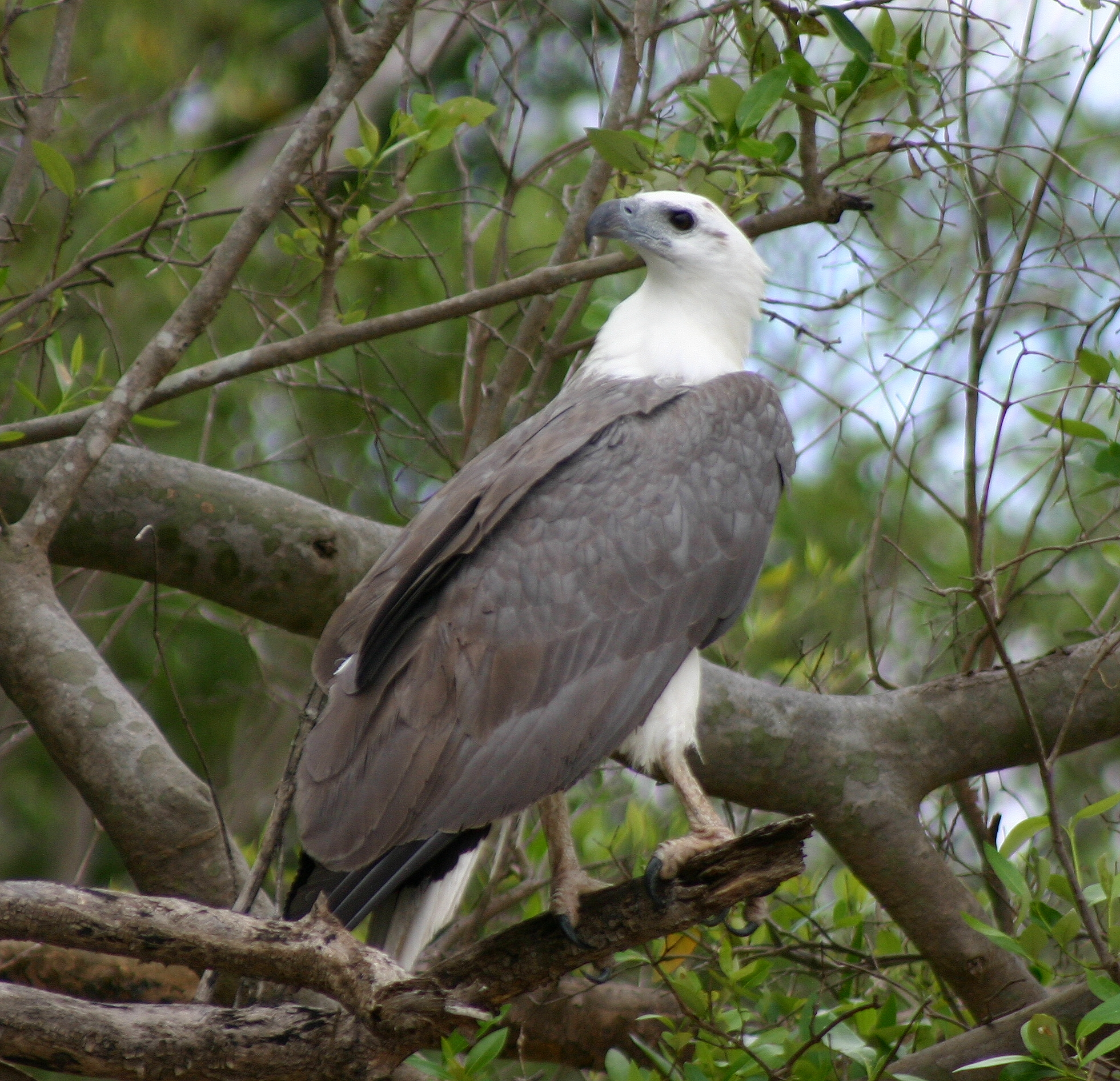
Bielik białobrzuchy
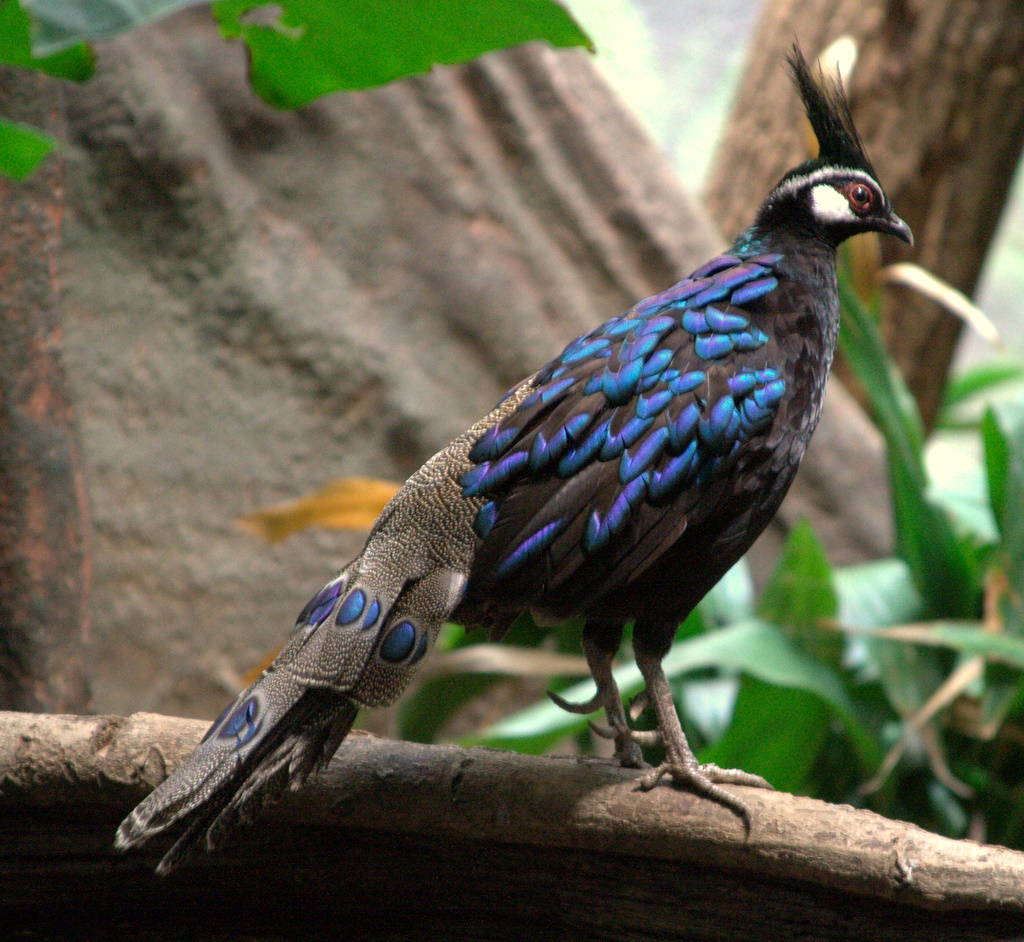
Wieloszpon lśniący
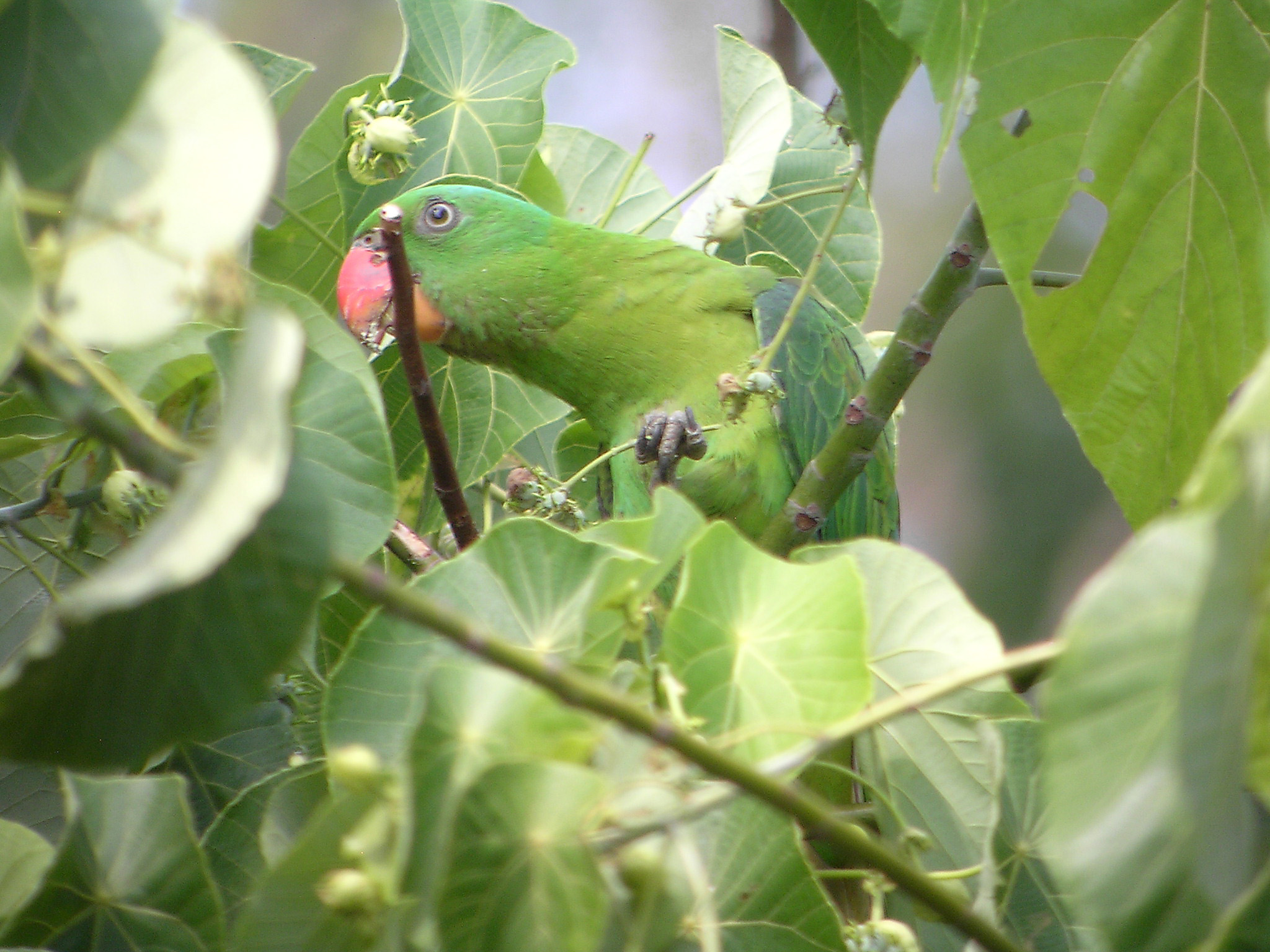
Papuga modroczapkowa
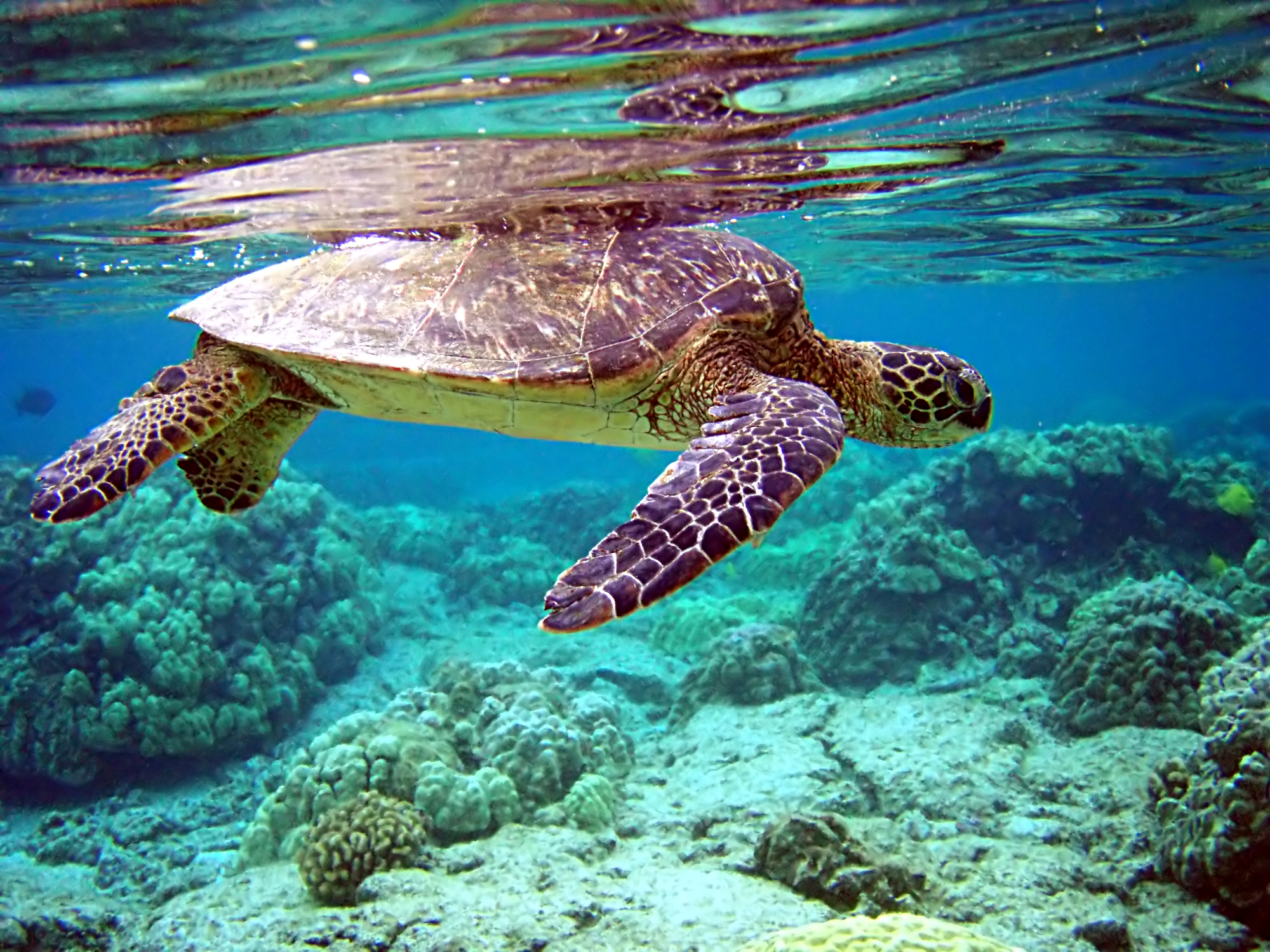
żółw zielony
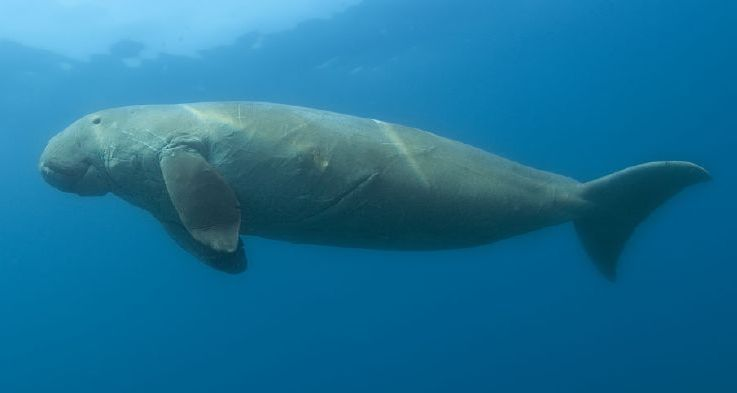
Diugoń
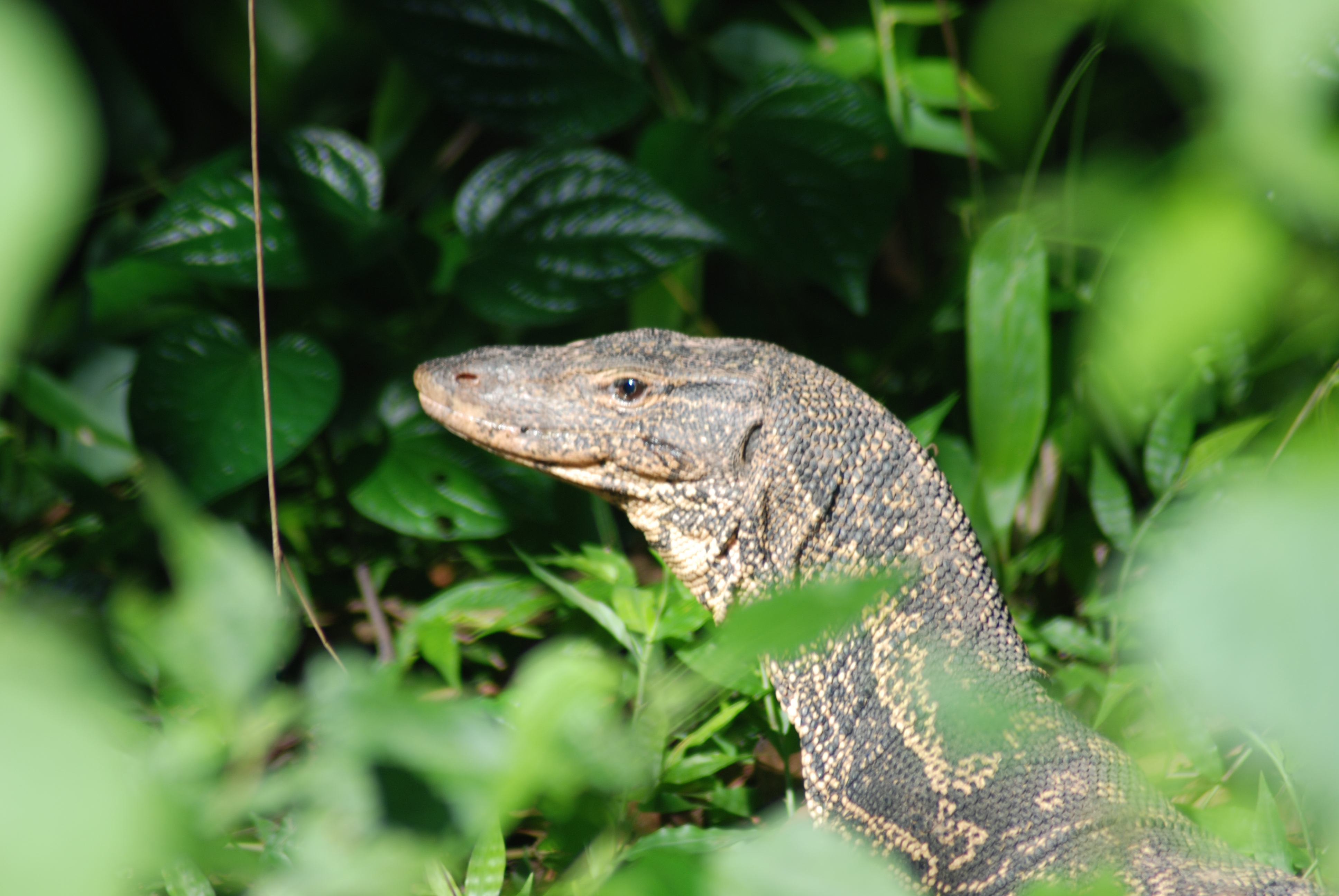
Waran paskowany

## Zagrożenia
Według UNESCO zagrożeniami dla parku są niekorzystne działania w sąsiedztwie zlewni, wylesianie oraz działalność rolnicza. Działalność turystyczna wymaga starannego planowania i zarządzania, tak aby naturalna wartość nie ulega zmianie.

## Turystyka
Podziemna rzeka jest promowana w branży turystycznej przez władze prowincji Palawan oraz rząd Filipin.
Ruch turystyczny nasilony jest przede wszystkim od stycznia do maja. Wówczas to morze jest bardziej spokojne, a pogoda bardziej słoneczna. Łodzie turystyczne mogą wpływać maksymalnie 1,2 km w głąb jaskini.
Turystykę zakwalifikowano jako potencjalne zagrożenie, niekorzystnie wpływające na naturalne wartości obszaru chronionego. Pracownicy parku są szkoleni w zakresie planowania i zarządzania parkiem w celu zapewnienia skutecznego zarządzania działalnością turystyczną. Program ten między innymi ma na celu poprawę jakości wizyty odwiedzającego w kontakcie z naturą przy jednoczesnej ochronie wartości przyrodniczych. Niekontrolowany dostęp turystów do parku narodowego wiąże się z zagrożeniami ochrony przyrody. Aby temu przeciwdziałać, wprowadzono limit 600 odwiedzin dziennie. Badania populacji przyrody prowadzone są raz w roku w celu monitorowania wpływu turystyki na przyrodę.